# NGC 6909
NGC 6909 (другие обозначения — PGC 64725, ESO 285-12, AM 2024-471) — эллиптическая галактика (E) в созвездии Телескоп.
Этот объект входит в число перечисленных в оригинальной редакции «Нового общего каталога».